# 查尔斯·奥斯汀
查尔斯·奥斯汀（英語：Charles Austin，1967年12月19日—），美国男子田径运动员，主攻跳高。他曾代表美国参加1992年、1996年和2000年夏季奥林匹克运动会田径比赛，获得一枚金牌。